# Дядя Ваня (фільм, 1970)
«Дядя Ваня» (рос. «Дядя Ваня») — російський радянський художній фільм 1970 року, режисера  Андрія Михалкова-Кончаловського за однойменною п'єсою  Антона Чехова.

## Сюжет
При створенні фільму перед режисером стояло завдання максимального збереження стилю і змісту оригінального твору. Дія відбувається в російській провінції, де життя нудне і здається безглуздим і марно витраченим. Дядя Ваня, російський інтелігент, котрий ледве зводить кінці з кінцями в цій глушині, закохується в жінку, яка випадково на короткий час опинилася в його маєтку.

## У ролях
- Інокентій Смоктуновський —  Іван Петрович Войницький
- Сергій Бондарчук —  Михайло Львович Астров
- Ірина Купченко —  Соня
- Ірина Мірошниченко —  Олена Андріївна Серебрякова
- Володимир Зельдін —  Олександр Володимирович Серебряков
- Ірина Анісімова-Вульф —  Марія Василівна Войницька
- Микола Пастухов —  Ілля Ілліч Телегін
- Катерина Мазурова —  Марина
- В'ячеслав Бутенко —  працівник
- Капітоліна Іллєнко

## Знімальна група
- Постановка:  Андрій Михалков-Кончаловський
- Оператори-постановники:  Георгій Рерберг,  Євген Гуслінський
- Художник-постановник:  Микола Двигубський
- Художник по костюмах: Л. Кусакова
- Звукооператор: Григорій Коренблюм
- Композитор:  Альфред Шнітке
- Режисер: М. Чернова
- Редактор: А. Рєпіна
- Художник-декоратор: В. Раппопорт
- Монтаж: Л. Покровська, Л. Раєва
- Грим: Т. Юрченко, Г. Прігожева
- Комбіновані зйомки: В. Жанов
- Асистент режисера: А. Бланк, Л. Зайцева, О. Шульгіна
- Асистент з костюмів: Т. Лічманова
- Асистент оператора: Г. Бєлєнький, Ю. Васильєв
- Директор картини: А. Демидова